# (8169) Mirabeau
(8169) Mirabeau (1991 PO2) – planetoida z pasa głównego asteroid okrążająca Słońce w ciągu 5,63 lat w średniej odległości 3,16 au. Odkryta 2 sierpnia 1991 roku.